# Championnat de Tchécoslovaquie de football 1968-1969
Navigation
Saison précédente Saison suivante
La saison 1968-1969 du Championnat de Tchécoslovaquie de football est la 38e édition du championnat de première division en Tchécoslovaquie. Les quatorze meilleurs clubs du pays se retrouvent au sein d'une poule unique, la First League, où les formations s'affrontent deux fois, à domicile et à l'extérieur. À l'issue du championnat, pour permettre l'élargissement du championnat de 14 à 16 équipes, les deux derniers du classement sont relégués et remplacés par les quatre meilleurs clubs de II. Liga, la deuxième division tchécoslovaque.
C'est le club du FC Spartak Trnava, tenant du titre, qui termine à nouveau en tête du classement du championnat avec cinq points sur le SK Slovan Bratislava et dix sur l'AC Sparta Prague. C'est le 2e titre de champion de Tchécoslovaquie de l'histoire du club.

## Les 14 clubs participants
| - Dukla Prague - AC Sparta Prague - FK Inter Bratislava - SK Slovan Bratislava - Jednota Trencin - TJ ZVL Žilina - VSS Kosice | - VCHZ Pardubice - Promu de II. Liga - FC Banik Ostrava - Lokomotiva Kosice - Dukla Banska Bystrica - Promu de II. Liga - Sklo Union Teplice - SK Slavia Prague - Spartak Trnava |

## Compétition

### Classement
Le barème utilisé pour établir le classement est le suivant :
- Victoire : 2 points
- Match nul : 1 point
- Défaite : 0 point

| Rang | Équipe                       | Pts | J  | G  | N  | P  | Bp | Bc | Diff |
| ---- | ---------------------------- | --- | -- | -- | -- | -- | -- | -- | ---- |
| 1    | FC Spartak Trnava (T)        | 39  | 26 | 17 | 5  | 4  | 50 | 21 | +29  |
| 2    | ŠK Slovan Bratislava (C2)    | 34  | 26 | 12 | 10 | 4  | 35 | 18 | +17  |
| 3    | AC Sparta Prague             | 29  | 26 | 12 | 5  | 9  | 36 | 27 | +9   |
| 4    | FK Inter Bratislava          | 26  | 26 | 8  | 10 | 8  | 35 | 26 | +9   |
| 5    | Dukla Prague (C)             | 25  | 26 | 10 | 5  | 11 | 52 | 37 | +15  |
| 6    | Jednota Trenčín              | 25  | 26 | 9  | 7  | 10 | 35 | 35 | 0    |
| 7    | TJ ZVL Žilina                | 25  | 26 | 9  | 7  | 10 | 29 | 38 | -9   |
| 8    | VSS Košice                   | 24  | 26 | 10 | 4  | 12 | 32 | 28 | +4   |
| 9    | FC Baník Ostrava             | 24  | 26 | 8  | 8  | 10 | 22 | 37 | -15  |
| 10   | FC Lokomotíva Košice         | 24  | 26 | 9  | 6  | 11 | 23 | 39 | -16  |
| 11   | SK Slavia Prague             | 23  | 26 | 10 | 3  | 13 | 26 | 37 | -11  |
| 12   | Sklo Union Teplice           | 22  | 26 | 9  | 4  | 13 | 34 | 40 | -6   |
| 13   | FK Dukla Banská Bystrica (P) | 21  | 26 | 10 | 3  | 13 | 39 | 41 | -2   |
| 14   | VCHZ Pardubice (P)           | 21  | 26 | 7  | 7  | 12 | 23 | 47 | -24  |

|  | Qualification pour la Coupe d'Europe des clubs champions 1969-1970                                                                                  |
|  | Qualification pour la Coupe des Coupes 1969-1970 |
|  | Qualification pour la Coupe des villes de foires 1969-1970                                                                                          |
|  | Relégation en II. Liga |
|  | (T) Tenant du titre (C2) : Vainqueur de la Coupe des Coupes 1968-1969 (C) Vainqueur de la Coupe du Tchécoslovaquie (P) : Promu de deuxième division |

## Bilan de la saison
| Championnat de Tchécoslovaquie de football 1968-1969 |                               |
| Champion                                             | FC Spartak Trnava (2e titre)  |
| Coupes et trophées                                   |                               |
| Vainqueur de la Coupe de Tchécoslovaquie 1968-1969   | Dukla Prague                  |
| Qualifications continentales                         |                               |
| Coupe d'Europe des clubs champions 1969-1970         | FC Spartak Trnava             |
| Coupe des Coupes 1969-1970                           | SK Slovan Bratislava (tenant) |
| Coupe des Coupes 1969-1970                           | Dukla Prague                  |
| Coupe des villes de foires 1969-1970                 | AC Sparta Prague              |
| Coupe des villes de foires 1969-1970                 | FC Banik Ostrava              |
| Promotions et relégations                            |                               |
| Promus en I. Liga                                    | SONP Kladno                   |
| Promus en I. Liga                                    | TJ Gottwaldov                 |
| Promus en I. Liga                                    | FC Bohemians Prague           |
| Promus en I. Liga                                    | Tatran Presov                 |
| Relégués en II. Liga                                 | VCHZ Pardubice                |
| Relégués en II. Liga                                 | Dukla Banska Bystrica         |